# Jon Terje Øverland
Jon Terje Øverland (Tinn, 14 dicembre 1944) è un ex sciatore alpino norvegese.

## Biografia
Sciatore polivalente originario di Rjukan di Tinn, Øverland debuttò in campo internazionale in occasione del trofeo Holmenkollen-Kandahar 1962, il 3 marzo a Norefjell in slalom gigante senza completare la prova, e nel medesimo trofeo l'anno seguente si classificò 3º sia nello slalom gigante sia nella combinata (Norefjell/Holmenkollen, 14-15 marzo 1963). Ai IX Giochi olimpici invernali di Innsbruck 1964, sua prima presenza olimpica, si piazzò 32º nella discesa libera, 20º nello slalom gigante, 29º nello slalom speciale e 11º nella combinata, disputata in sede olimpica ma valida solo ai fini dei Mondiali 1964; in quello stesso 1964 fu 2º nella discesa libera dell'Holmenkollen-Kandahar (Voss, 14 marzo), mentre nel 1965 si classificò 2º sia nello slalom gigante sia nella combinata della Roch Cup (Aspen, 31 gennaio).
Ai Mondiali di Portillo 1966 si piazzò 34º nella discesa libera, 34º nello slalom gigante, 12º nello slalom speciale e 11º nella combinata; esordì in Coppa del Mondo il 11 marzo 1967 a Franconia in slalom speciale, senza completare la prova. Ai X Giochi olimpici invernali di Grenoble 1968, sua ultima presenza olimpica, fu 23º nella discesa libera, 25º nello slalom gigante, 17º nello slalom speciale e 8º nella combinata, disputata in sede olimpica ma valida solo ai fini dei Mondiali 1968, e il 25 febbraio dello stesso anno conquistò a Oslo in slalom speciale il miglior risultato in Coppa del Mondo (10º). Ai Mondiali di Val Gardena 1970, sua ultima presenza iridata, si classificò 10º nella discesa libera e 31º nello slalom gigante e si ritirò al termine di quella stessa stagione 1969-1970: prese per l'ultima volta il via in Coppa del Mondo il 13 marzo a Voss in slalom gigante (24º) .

## Palmarès

### Coppa del Mondo
- Miglior piazzamento in classifica generale: 62º nel 1968

### Campionati norvegesi
- 12 medaglie[senza fonte]:
  - 3 ori (discesa libera nel 1968; discesa libera nel 1969; discesa libera nel 1970)[11]
  - 6 argenti (discesa libera, slalom gigante nel 1963; slalom gigante nel 1968; slalom speciale, combinata nel 1969; combinata nel 1970)
  -  3 bronzi (combinata nel 1963; slalom speciale nel 1968; slalom gigante nel 1970)[senza fonte]